# ملكة جمال الدولية 2009
ملكة جمال الدولية 2009، هي نسخة مسابقة ملكة جمال الدولية التاسعة والأربعين في تاريخ مسابقة ملكة جمال الدولية منذ انطلاقتها عام 1960، عقدت المسابقة في 28 نوفمبر 2009 في مركز سيتشوان الدولي للتنس في تشنغدو، سيتشوان، الصين. كان من المقرر في الأصل أن تعقد المسابقة في 7 نوفمبر 2009 في البندقية ماكاو في ماكاو، لكن اللجنة المضيفة تراجعت. تنافست في هذه المسابقة 65 متسابقة على اللقب. في نهاية الحدث توجت أناغابريلا إسبينوزا من المكسيك حاملة لقب جديدة من قبل ملكة جمال السابقة ألكساندرا أندريو من إسبانيا .

## النتائج

### المراكز النهائية
| النتائج النهائية       | المتنافسة |
| ---------------------- | --- |
| ملكة جمال الدولية 2009 | - المكسيك - أناغابريلا إسبينوزا |
| الوصيفة الأولى         | - كوريا - سيو اون مي |
| الوصيفة الثانية        | - المملكة المتحدة - كلوي-بيت مورغان |
| أفضل 15                | - بيلاروس - يانا سوبرانوفيتش - بلجيكا - كاساندرا دورميليو - البرازيل - ريان موريس - كندا - شانيل بيكنلنر - كوبا - باتريشيا روزاليس - جمهورية الدومينيكان - فيكتوريا فرنانديز - فنلندا - ليندا ويكستيد - اليابان - يوكا ناكاياما - بنما - جويس جاكوبي - الفلبين - ميلودي غيرسباخ † - إسبانيا - ميلانيا سانتياغو - فنزويلا - لاكسمي رودريغيز |

## الروابط الخارجية
- موقع ملكة جمال الدولية الرسمي